# Dalal Mesfer al-Harith
Dalal Mesfer al-Harith (arabisch دلال مسفر الحارث, DMG Dalāl Musfir al-Ḥāriṯ; * 28. November 1999) ist eine ehemalige katarische Leichtathletin, die sich auf den Sprint spezialisiert hat.

## Sportliche Laufbahn
Dalal Mesfer al-Harith trat nur bei einem internationalen Wettkampf an. 2016 erhielt sie eine Wildcard für die Teilnahme an den Olympischen Sommerspielen in Rio de Janeiro und schied dort mit 67,12 s in der ersten Runde über 400 Meter aus.